# Università Seikei
L'Università Seikei (成蹊大学?, Seikei Daigaku) è un'università privata situata nel quartiere Kichijōji della città Musashino, conurbata alla metropoli di Tokyo. Inizialmente nel 1906 l'istituto era una scuola e venne fondato da Haruji Nakamura. Con il contributo del ricco banchiere Nakamura Iwasaki, che divenne leader della Mitsubishi venne spostata nella sede attuale che è nota per i filari di alberi Zelkova. Il fruscio del vento tra le fronde è stato inserito nel 1997 dal Ministero dell'ambiente (Giappone) nell'elenco dei 100 paesaggi sonori del Giappone.  Negli anni quaranta subì varie riorganizzazioni fino ad arrivare allo stato di università nel 1949. Possiede ancora delle strette relazioni con il Gruppo Mitsubishi.

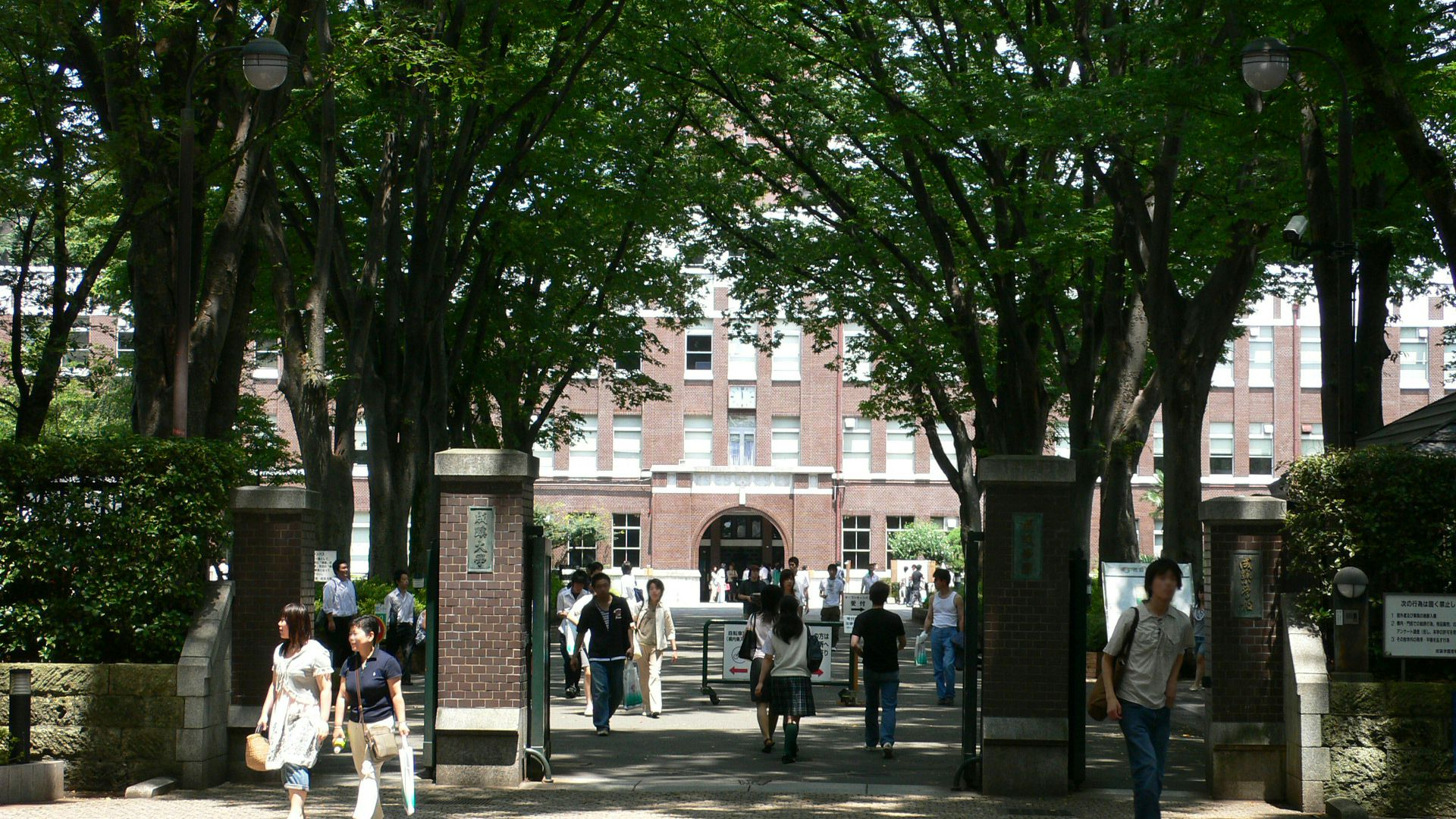
Università Seikei

## Facoltà
- Facoltà di Economia
- Facoltà di Legge
- Facoltà di Scienze Umanistiche
- Facoltà di Scienze e Tecnologia

## Istituti di Ricerca
- Centro per gli Studi Asiatici e Pacifici